# فيضانات اليابان 2018
في بدايات تموز/يوليو 2018 أدى تساقط الأمطار الغزيرة المتعاقبة في جنوب غرب اليابان إلى انتشار الفيضانات وحالات من السريان الطيني. حيث مات 126 شخصا (بعضهم دفن حيا في الانهيارات الأرضية) بينما أُعلن عن 86 في عداد المفقودين في 9 تموز/يوليو. وحثت السلطات أكثر من ثمانية ملايين شخص على الإخلاء في 23 ولاية. قام ما يقرب من 54 ألف فرد من قوات الدفاع الذاتي اليابانية والشرطة والاطفاء بلبحث عن الأشخاص المحاصرين أو المصابين في الانهيارات الأرضية والفيضانات الناجمة عن الأمطار الغزيرة، وقامت الحكومة اليابانية بإنشاء وحدة للاتصال من مركز إدارة الأزمات في مكتب رئيس الوزراء لجمع المعلومات.